# Finale del campionato NFL 1935
La finale del campionato NFL 1935 è stata la terza del campionato della NFL. La gara si disputò allo University of Detroit Stadium di Detroit il 15 dicembre 1935. La gara vide fronteggiarsi i vincitori della Western Division, i Detroit Lions (7–3–2), e quelli della Eastern Division, i New York Giants (9–3). I Giants (allenati da Steve Owen) cercavano di bissare il titolo dell'anno precedente mentre i Lions (allenati da George Clark) erano alla ricerca della loro prima vittoria, tre anni dopo la dolorosa sconfitta nei playoff del 1932.
Il clima a Detroit era grigio, umido e ventoso. Il campo del Titan Stadium della University of Detroit in cattive condizioni. I Lions ricevettero il kickoff di apertura e percorsero il campo, aiutati da due lunghi passaggi. L'azione si concluse con touchdown su corsa da 2 yard, portandosi in vantaggio 7-0. Con un altro TD salirono sul 13-0 ma i Giants risposero a loro volta. Nel quarto periodo, due touchdown dei padroni di casa assicurarono loro il primo titolo NFL.

## Marcature
- Primo quarto
  - Det- Gutowsky su corsa da 2 yard (extra point trasformato da Presnell) 7–0 DET
  - Det- Clark su corsa da 2 yard (extra point fallito) 13–0 DET
- Secondo quarto
  - NY- Strong su passaggio da 42 yard di Danowski (extra point trasformato da Strong) 13–7 DET
- Terzo quarto
  - nessuna
- Quarto quarto
  - Det- Caddel su corsa da 4 yard (extra point trasformato da Clark) 20–7 DET
  - Det- Parker su corsa da 4 yard (extra point fallito) 26–7 DET

## Detroit: "City of Champions"
Quando i Detroit Lions vinsero il titolo del 1935, la città di Detroit stava ancora subendo gli effetti della Grande depressione, che aveva colpito le sue industrie in modo particolarmente duro. Il successo dei Lions e delle altre squadre e atleti di Detroit nel 1935–1936 sembrarono mutare le fortune della città, tanto che venne soprannominata "City of Champions". I Detroit Tigers iniziarono la striscia vincente conquistando le World Series del 1935. I Lions la proseguirono vincendo il loro campionato, dopo di che i Detroit Red Wings vinsero la Stanley Cup del 1936. Tra i "campioni" di Detroit vi furono anche "Brown Bomber" Joe Louis, campione dei pesi massimi nella boxe, Gar Wood, campione delle corse di idroplani e primo uomo a toccare le cento miglia l'ora sull'acqua e Eddie "the Midnight Express" Tolan, atleta afroamericano che vinse le gare dei 100 e 200 metri piani alle Olimpiadi di Los Angeles del 1932.